# J・G・バラード
ジェームズ・グレアム・バラード（James Graham Ballard, 1930年11月15日 - 2009年4月19日）は、上海（中華民国）生まれのイギリスの小説家、SF作家。

## 生涯

### 生い立ち
少年時代を上海共同租界で過ごすが、第二次世界大戦開戦後、一家は日本軍の捕虜収容所（龍華収容所）に収容された。（このときの体験は後に小説『太陽の帝国』としてまとめられることとなる。ただし、小説では家族と分かれて収容所で暮らしたとなっているが、実際は家族と一緒に収容されていた。）

### イギリスに帰国
1946年、単身でイギリスに帰還し、祖父母の家に住んだ（父母はしばらく上海に残り、国共内戦中の1949年に中国共産党軍の侵攻により裁判にかけられたが、逃れてイギリスに帰国）。バラードは帰国直後、「話と本でしか知らなかった」、初めて体験する「母国」イギリスに、非常なカルチャーショックを感じたと語っている。
ケンブリッジ大学キングズ・カレッジで医学を学ぶが、途中でロンドン大学クイーン・メアリー・カレッジに移り文学を専攻。そこも中退後、広告代理店のコピーライターや百科事典販売業に従事。のちイギリス空軍に入隊し、ナイアガラの滝に近い王立カナダ空軍基地で飛行訓練を受け、そこでSFと出会う。訓練終了後に英国空軍のハイ・ワイコム基地に戻り、そこで除隊してイギリスに戻り、広告代理店のコピーライターや雑誌編集者をしながらSFの創作を始めた。英国空軍に入隊する一ヶ月前に知り合ったメアリー・マシューズと1955年9月に結婚。当時、メアリーは既に妊娠三ヶ月だった。

### 作家
1956年、『サイエンス・ファンタジー』誌から、のちに短篇集『ヴァーミリオン・サンズ』に収められる「プリマ・ベラドンナ」でデビュー。60年代には『ニューワールズ』誌を中心に「思弁小説（スペキュラティブ・フィクション）」と呼ばれる新しいSFの形式を呼びかけ、自らも多く発表。ニュー・ウェーブSFの中心人物の1人となる。バラードは、当時の『ニューワールズ』誌の編集者テッド・カーネルを評価している。
そして、「破滅三部作」と呼ばれる、『沈んだ世界』『燃える世界』『結晶世界』で、破滅していく美しい世界を描きだした。60年代後半には自ら“濃縮小説”と名付けた、断片・断章からなる短篇群を書き、『残虐行為展覧会』にまとめられた。70年代には『クラッシュ』『コンクリート・アイランド』『ハイ-ライズ』の「テクノロジー三部作」によって、科学技術の産物と人間との関係を追求した。
『太陽の帝国』、『女たちの優しさ』などの自伝的な作品も発表している。『太陽の帝国』では、テクノロジーへの憧憬と魅惑的な破滅する世界が描かれており、「バラードの『異様な小説の世界』は、少年時代の彼の体験そのものであった」という事実が判明した。

### 死去
2009年4月19日（日曜日）朝に、長期闘病の末逝去したことが、エージェント（関係代理人）から発表された。78歳であった。

### 家族
妻メアリーは1964年に、スペインでの休暇中に肺炎で若くして逝去。バラードは、ひとりで3人の子供を育てあげている。メアリーは抜群のスタイルを誇ったブルネット美人で、バラードは胸の谷間をあらわにした妻の写真を自伝に残している。

## 作風
バラードの有名な宣言に「もし誰も書かなければ、私が書くつもりでいるのだが、最初の真のSF小説とは、アムネジア（健忘症、あるいは記憶を失った）の男が浜辺に寝ころび、錆びた自転車の車輪を眺めながら、自分とそれとの関係の中にある絶対的な本質をつかもうとする、そんな話になるはずだ。」という文章がある。実際に彼が書いたニュー・ウェーブSFとしての短篇は、この文章で表現されたような小説であった。
シュール・リアリズム絵画の愛好家であり、普通小説であろうと、SF小説であろうと、主人公が体験する世界はまるで“オブジェ”のように、独特の比喩を用いた文体で描かれ、主人公はその世界に流され、主体的な判断をしようとしない。
1977年に『ザ・ベスト・オブ・バラード』を出版した時点で、自身の代表作として短篇「時間が語りかけてくる」を挙げている。その理由として、自身が扱うテーマのほとんど全て（宇宙の中で感じる孤独、生物に関するとりとめのない想像、水のないプール、荒れ果てた飛行機に秘められた記号、無常観が強まる心理状態から抜け出して、見えない宇宙の力とある種の調和を個人で作り出そうとする決心）が現れている点を指摘した。
また、長篇の内容を短篇の形式で書くことが作家生活の始まりだったとして、「音響清掃」（「音を取りのける男」）「時間都市」（「クロノポリス」）「時の声」（「時間が語りかけてくる」）を例に挙げている。後には長篇の形式で短篇を書くようになり、それが『コンクリートの島』や『ハイ-ライズ』だとしている。

## 主な著作

### 長篇小説
- The Wind From Nowhere（1962年）　『狂風世界』　宇野利泰訳、東京創元社　創元推理文庫、1970年、のち創元SF文庫、2000年。
- The Drowned World（1962年）　『沈んだ世界』　峰岸久訳、東京創元社　創元推理文庫、1968年　のち創元SF文庫
- The Burning World（1965年）　『燃える世界』　中村保男訳、東京創元社　創元推理文庫〉、1970年。のち創元SF文庫
  - The Drought（1965年）　『旱魃世界』　山田和子訳、東京創元社〈創元SF文庫〉、2021年。The Burning World（燃える世界）の完全版。
- The Crystal World（1966年）　『結晶世界』　中村保男訳、東京創元社　創元推理文庫 1969年 のち創元SF文庫、2000年。　1970年第1回星雲賞海外長編賞受賞。
  - 早川書房 世界SF全集26『オールディス　バラード』（1969年）にも収録、『結晶世界』 峯岸久訳)。
- Crash（1973年）　『クラッシュ』　柳下毅一郎訳、ペヨトル工房、1992年／東京創元社〈創元SF文庫〉、2008年。
- Concrete Island（1974年）　『コンクリートの島』大和田始・國領昭彦訳、NW-SF社、1981年[10]／『コンクリート・アイランド』　太田出版、2003年。
- High Rise（1975年）　『ハイ-ライズ』　村上博基訳、早川書房〈ハヤカワ文庫〉、1980年 ／ 『ハイ・ライズ』東京創元社(創元SF文庫) 、2016年。
- The Unlimited Dream Company　1980年イギリスSF協会賞受賞（1979年）　『夢幻会社』　増田まもる訳、サンリオSF文庫、1981年／東京創元社〈創元SF文庫〉、1993年。
- Hello America（1981年）　『22世紀のコロンブス』　南山宏訳、集英社、1982年 ／『ハロー、アメリカ』東京創元社〈創元SF文庫〉、2018年。
- Empire of the Sun（1984年）　ジェイムズ・テイト・ブラック記念賞。『太陽の帝国』　高橋和久訳、国書刊行会、1987年／創元SF文庫、2019年
- The Day of Creation（1987年）　『奇跡の大河』　浅倉久志訳、新潮社〈新潮文庫〉、1988年。
- Running Wild（1988年）　『殺す』　山田順子訳、東京創元社、海外文学セレクション、1998年。
- The Kindness of Women（1991年）　『女たちのやさしさ』　高橋和久訳、岩波書店、1996年。
- Rushing To Paradise（1995年）　『楽園への疾走』　増田まもる訳、東京創元社、2006年／創元SF文庫、2009年。
- Cocaine Nights（1996年）　『コカイン・ナイト』　山田和子訳、新潮社、2001年／新潮文庫、2005年。
- Super-Cannes（2000年）　『スーパー・カンヌ』　小山太一訳、新潮社、2002年。
- Millennium People（2003年）　『千年紀の民』　増田まもる訳、東京創元社、海外文学セレクション、2011年。／『ミレニアム・ピープル』創元SF文庫、2018年。
- Kingdom Come（2006年）

### 短篇集
- The Voices of Time And Other Stories（1962年）　『時の声』　吉田誠一訳、東京創元社〈創元SF文庫〉、2000年。
- Billenium（1962年）　『時間都市』　宇野利泰訳、東京創元社〈創元SF文庫〉、2000年。
- The Four Dimensional Nightmare（1963年）
- Passport to Eternity（1963年）　『永遠へのパスポート』　永井淳訳、東京創元社〈創元推理文庫〉、1970年。
- Terminal Beach（1964年）　『時間の墓標』（『終着の浜辺』）伊藤哲訳、東京創元社〈創元SF文庫〉、2005年。
- The Impossible Man（1966年）　『溺れた巨人』　浅倉久志訳、東京創元社〈創元推理文庫〉、2000年。
- The Day Of Forever（1967年）
- The Disaster Area（1967年）
- The Overloaded Man（1967年）
- The Atrocity Exhibition（1970年）　『残虐行為展覧会』　法水金太郎訳（横山茂雄のペンネーム）、工作舎、1995年。
- Vermilion Sands（1971年/1973年）　『ヴァーミリオン・サンズ』　浅倉久志他訳、早川書房〈ハヤカワ文庫〉、1986年。
- Chronopolis And Other Stories（1971年）
- Low-flying Aircraft And Other Stories（1976年）　『死亡した宇宙飛行士』　野口幸夫訳、NW-SF社、1982年。
- The Best of J. G. Ballard（1977年）『ザ・ベスト・オブ・J・G・バラード (1)』星新蔵訳　サンリオ (サンリオSF文庫) 1985年　/  『ザ・ベスト・オブ・バラード』　星新蔵訳、筑摩書房〈ちくま文庫〉、1988年。 - 自選短篇集。バラードによる序文「SFについての私見」と各作品の解説付き。訳書は、原著17篇中7篇を訳出。
  - The Sound-Sweep「音を取りのける男」
  - The Voices of Time「時間が語りかけてくる」
  - The Concentration City「強制収容都市」
  - Manhole 69「六九型マンホール」
  - The Waiting Grounds「待つための根拠」
  - Chronopolis「クロノポリス（時間都市）」
  - The Overloaded Man「負担がかかり過ぎた男」
- The Venus Hunters（1980年）
- Myths Of The Near Future（1982年）
- Memories Of The Space Age（1988年）
- War Fever（1990年）　『ウォー・フィーバー』　（『第三次世界大戦秘史』）　飯田隆昭訳、福武書店〈福武文庫〉、1994年。
- The Complete Short Stories（2002年）『J・G・バラード短編全集』全5巻 柳下毅一郎監修 東京創元社 2016-2017

### 書評・エッセイ集、自伝
- A User's Guide to the Millennium（1996年）　『J・G・バラードの千年王国ユーザーズガイド』　木原善彦訳、白揚社、2003年．新装版2009年。
- Miracles of Life　Autobiography（2008年）　『人生の奇跡　J・G・バラード自伝』　柳下毅一郎訳、東京創元社〈キイ・ライブラリー〉、2010年10月。

## 映画化作品
- 太陽の帝国（Empire of the Sun）　1987年アメリカ合衆国、監督：スティーヴン・スピルバーグ、出演：クリスチャン・ベール、ジョン・マルコヴィッチ、ミランダ・リチャードソンほか
- クラッシュ（Crash）　1996年カナダ、監督：デヴィッド・クローネンバーグ、出演：ジェームズ・スペイダー、ホリー・ハンター ほか
- ハイ・ライズ（High-Rise） 2016年イギリス、監督：ベン・ウィートリー、出演：トム・ヒドルストン、ジェレミー・アイアンズ、シエナ・ミラーほか